# Mapei Stadium-Città del Tricolore
Mapei Stadium - Città del Tricolore este un stadion din orașul Reggio nell'Emilia, Italia. Acesta este stadionul echipei US Sassuolo Calcio. Stadionul are o capacitate de 23.717 locuri.